# Die 21. Eine Reise ins Land der koptischen Märtyrer

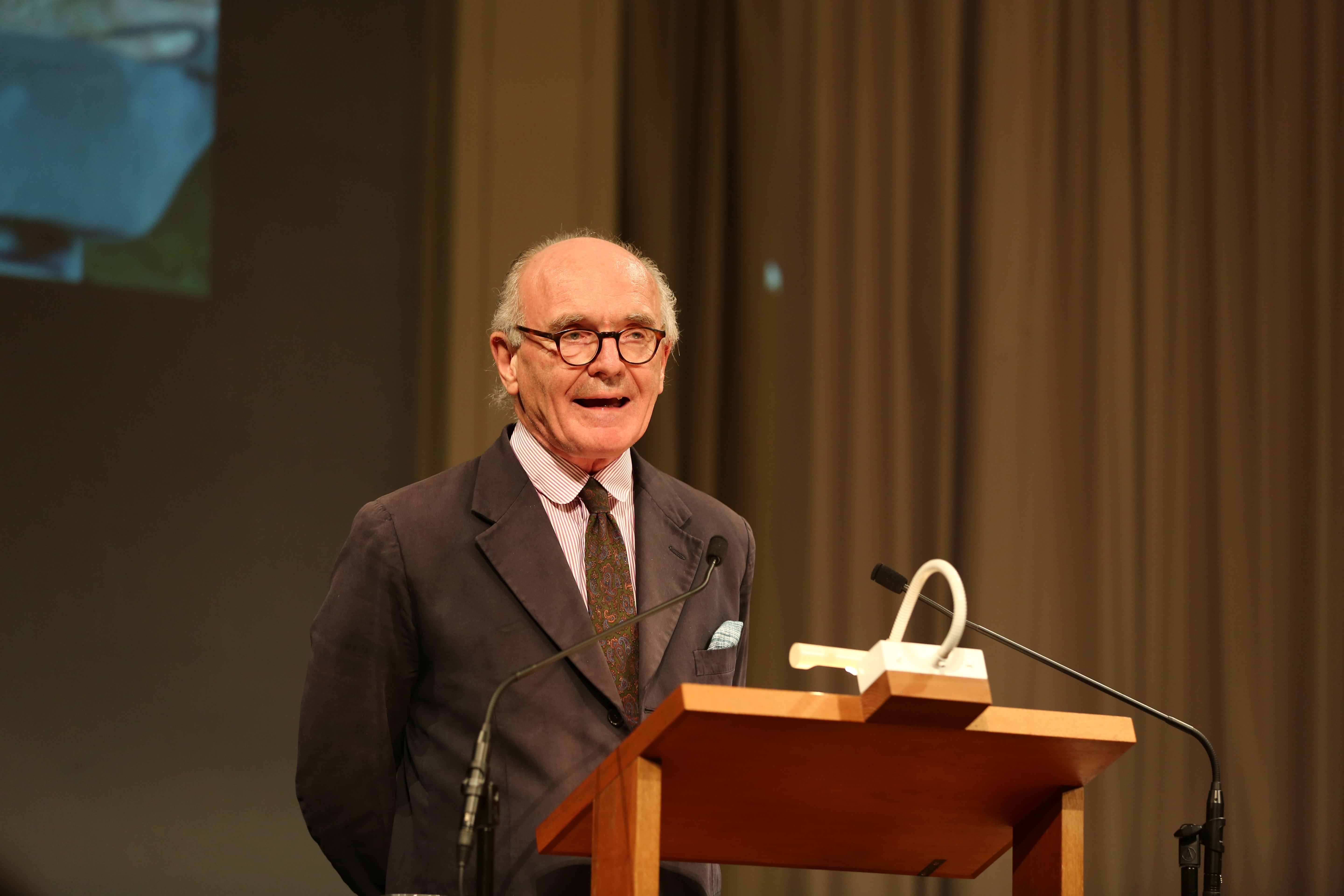
Martin Mosebach, Autor von Die 21 und Empfänger des Georg-Büchner-Preises 2007, bei der Verleihung des Thomas-Mann-Preises 2017 als Juror und Laudator

Die 21. Eine Reise ins Land der koptischen Märtyrer ist ein Buch von Martin Mosebach, das 2018 im Rowohlt Verlag erstmals erschienen ist. Es berichtet über das Leben und den Mord an den 21 koptischen Märtyrern, die 2015 von IS-Terroristen entführt wurden und an einem Strand in Libyen starben.

## Inhalt
Im Frühjahr 2017 bereist Martin Mosebach Ägypten und besucht das Dorf El-Or und die Familien der 21 Koptischen Märtyrer. Sie waren zwei Jahre zuvor von IS-Terroristen entführt und am 2. Februar 2015 an einem Strand im Westen der libyschen Stadt Sirte durch Mitglieder der Terrororganisation „Islamischer Staat“ (IS), der Gruppe Ansar al-Scharia, enthauptet worden.
Um die Familien der Opfer des Mordes kennenzulernen, ist er zu Gast bei deren Eltern und in ihren Heimathäusern, um den Glauben der Märtyrer zu verstehen. Dort macht er sich ein Bild über die Marienbilder und Jesus-Porträts, betrachtet Reliquienschränke für einen Einblick in eine Lebenswelt, in der alles als Spiegelung biblischer Vorgänge wahrgenommen wird.
Er berichtet, wie er, umgeben von Kindern und Nutzvieh, immer wieder das grausame Propagandavideo des IS vorgeführt bekommt, in dem die Märtyrer ihr Martyrium erleiden. Erstaunt zeigt er sich besonders über den unbefangenen Umgang mit diesem Mord. Nie rede man von Rache, sondern vielmehr vom Stolz, einen Märtyrer in der Familie zu haben, einen Heiligen.

## Kritiken
Roman Bucheli sieht in Mosebachs Buch eine „düstere Vision“ einer bedrängten westlichen Kirche. Die Geschichte der Märtyrer wirke wie eine „Blaupause und Menetekel“, aus deren Vorbild sich eine Vorstellung über die Rettung der Kirche ergebe.
Rezensent Matthias Westerhoff schrieb über das Buch in der Süddeutschen Zeitung: „Allerdings zielen Mosebachs Absichten weit höher. Er will über den Westen Gericht halten, ihm das Vorbild der koptisch-orthodoxen Kirche als Heilmittel empfehlen. Ohne erhebliche Verkürzungen, ja Widersprüche kann dieses Vorhaben nicht gelingen“.
Hannes Stein schrieb für Die Welt, dass er die Argumentation Mosebachs nicht schlussendlich verständlich finde. Mosebach sei ein sehr guter Journalist, der das Buch nicht aus Islamfeindlichkeit, sondern aus einer Faszination für die imitatio christi im Martyrium der christlichen Kopten als Weg zur Erlösung unserer Welt, geschrieben habe.
Auch in Die Zeit erschien eine Rezension des Werkes von Alexander Cammann. Mosebach sei kein Ethnologe oder Religionswissenschaftler, vermittle aber subjektive Empfindungen an seine Leser. Daher lese sich das Buch als literarische Reportage und Gedächtnisbuch für die Opfer, das die Kultur des koptischen Christentums in Skepsis, Fremdheit und Befangenheit erkunde.